# Deset Božjih zapovijedi s katoličkog gledišta
Deset Božjih zapovijedi niz su vjerskih i moralnih načela, koja su prepoznata kao moralni temelj u kršćanstvu, judaizma i islamu. Zapovijedi su navedene u Starom zavjetu u Knjizi Izlaska i Ponovljenom zakonu te čine sastavni dio saveza između Boga i izabranog naroda. Prema Katekizmu Katoličke Crkve, koji službeno predstavlja vjerovanje Katoličke Crkve - zapovijedi se smatraju bitnima za duhovni rast i dobro duhovno stanje te služe kao osnova za socijalni nauk Crkve. Prije pristupanja sakramentu ispovijedi, vjernici koriste Deset zapovijedi kao pomoć pri ispitu savjesti. Zapovijedi se pojavljuju u najranijim crkvenim spisima; Katekizam navodi, da su bile temelj u naučavanju vjere još od vremena svetog Augustina (354. – 430.). Najnoviji Katekizam veliki dio posvećuje svakoj od Deset zapovijedi.
Crkveni nauk o zapovijedima uglavnom se temelji na Starom i Novom zavjetu i djelima ranih crkvenih otaca. U Novom zavjetu, Isus je potvrdio njihovu valjanost te uputio svoje učenike da idu dalje, tražeći pravednost bolje od pismoznanaca i farizeja. Sažeto je Isus predstavio dvije "velike zapovijedi" koje podučavaju ljubav prema Bogu i ljubav prema bližnjemu: "Ljubi Gospodina Boga svojega iz svega srca svoga, i svom dušom svojom, i svom snagom svojom, i svim umom svojim; i svoga bližnjega kao sebe samoga! (Lk 10,27)"
Prve tri Božje zapovijedi bave se odnosom ljudi prema Bogu, a ostale se bave odnosima među ljudima.

## Brojčani redoslijed zapovijedi
Božjih zapovijedi ima deset i zapisane su u Starome zavjetu u dva relevantna teksta: Knjiga Izlaska (Iz 20,1-17) i Ponovljeni zakon (Pnz 5,6-21).
Brojčani redoslijed Deset Božjih zapovijedi, kojeg tradicionalno koriste Katolička Crkva i luterani potječe od sv. Augustina. Druge kršćanske Crkve, kao što su pravoslavne i neke protestantske Crkve, koriste obrazac Deset zapovijedi, kojeg su uspostavili grčki oci. Dva obrasca razlikuju se po malo drugačijem brojčanom poretku zapovijedi, ali smisao i srž isti su. Židovski brojčani poredak Deset zapovijedi, razlikuje se od kršćanskog.

## Povijest
Deset zapovijedi priznaju se kao moralni temelj judaizma, kršćanstva i islama. Zapisane su u Knjizi Izlaska, prema kojoj je Mojsije postupajući po Božjem nalogu, oslobodio Izraelce iz fizičkog ropstva u Egiptu. Prema crkvenom nauku, Bog je ponudio savez koji je uključivao i Deset zapovijedi, koje bi služile oslobođenju od "duhovnog ropstva" i grijeha. Neki povjesničari opisali su to kao "središnji događaj u povijesti drevnog Izraela".
Isus je svojim dolaskom i djelovanjem potvrdio zapovijedi i poučio sljedbenike, da budu prevedniji od pismoznanaca i farizeja: "Uistinu kažem vam: ne bude li pravednost vaša veća od pravednosti pismoznanaca i farizeja, ne, nećete ući u kraljevstvo nebesko. (Mt 5,20)" Farizeji i pismoznanci robovali su tradiciji i radikalno su poštivali i obdržavali židovske zakone. Imali su vrlo stroge propise, koji su postali sami sebi svrhom te su zaboravili na samu bit zapovijedi. Isus im se često obraća: "Jao vama, književnici i farizeji, licemjeri jedni, koji dajete desetinu od metvice, komorača i kima, dok zanemarujete ono najvažnije u Zakonu: pravednost, milosrđe i vjernost. Ovo je zadnje trebalo činiti, a prvo ne propustiti! (Mt 23,23)". Crkva uči, da je Isus rasteretio ljude od pridržavanja strogog i krutog židovskog zakona (Tora ili Zakon Mojsijev) koji je imao 613 različitih propisa, ali su i dalje na snazi Deset zapovijedi, jer su one Božje zapovijedi, dok je Zakon Mojsijev zapisao Mojsije. To su učenje potvrdili Tridentski sabor (1545. – 1563.) i Drugi vatikanski sabor (1962. – 1965.)
U ranokršćanskim zajednicama, recitirale su se Deset Božjih zapovijedi, tijekom usvajanja kršćanskog nauka. Zapovijedi su uključene u jedan od najranijih kršćanskih spisa, poznat kao Didache. Teolozi tvrde, da je prvotna Crkva zapovijedi smatrala kao sažetak Božjeg zakona. U cijeloj povijesti Crkve, zapovijedi su služile kao podloga za ispit savjesti. Postoje dokazi da su zapovijedi bile dio kateheze u samostanima i drugim prostorima. Do Četvrtog lateranskog sabora 1215. godine, nije bilo službeno određeno kako će se naučavati Deset zapovijedi u sklopu vjeronauka. Taj sabor je prvi pokušaj u tom smjeru. Dio biskupa zalagao se za sustavnije učenje zapovijedi u sklopu vjeronauka u njihovim biskupijama.
Katekizmi nastali u pojedinim biskupijama sredinom 14. stoljeća važno mjesto daju Božjim zapovijedima i postavljaju temelje za nastanak prvog većeg službenog katoličkog katekizma - Rimskog katekizma iz 1566. godine, nastalog nakon Tridentskog sabora. U tom katekizmu, postoji temeljita rasprava o svakoj zapovijedi, ali je ipak veći naglasak na sedam sakramenata. Iako novije papinske enciklike nude tumačenja crkvenog nauka o pojedinim zapovijedima, kroz povijest službena crkvena učenja o zapovijedima temelje se na njihovom spominjanju u Starom i Novom zavjetu i spisima ranih crkvenih otaca Origena, Ireneja i Augustina. Kasnije, teolozi Toma Akvinski i Bonaventura pišu značajne rasprave o zapovijedima. Posljednji Katekizam Katoličke Crkve kao službeni sažetak vjerovanja Crkve, posvećuje veliki prostor Božjim zapovijedima, koje služe kao osnova i za socijalni nauk Crkve.

## Prva zapovijed
Prva zapovijed prema crkvenom nauku, govori da postoji samo jedan pravi Bog, kojega se ljubi iznad svega, u kojega se vjeruje i u kojega se vjernici ufaju.
Katekizam objašnjava da se prvom zapovijedi zabranjuje idolopoklonstvo, tj. zabranjuje se smatranje božanstvom (pobožanstvenje) bilo kojeg stvorenja, moći, novca, zloduha i sl.
Prva zapovijed veže se na tri bogoslovne krjeposti: vjeru u Boga, nadu (ufanje, povjerenje) u Boga i ljubav prema Bogu. Prva krjepost - vjera, upućuje vjernike, da vjeruju u Boga i izbjegavaju krivovjerje, otpad od vjere, nevjeru i raskol. Druga vrlina nade, upućuje vjernike da imaju pouzdanje u Boga i klone se očaja i preuzetnosti. Prema Katekizmu, treća bogoslovna krjepost - ljubav, može biti ispunjena ako se vjernici suzdrže od ravnodušnosti, mlakosti, mržnje ili nezahvalnosti prema Bogu, što proizlazi iz oholosti.
Katekizam navodi povrede prve zapovijedi što uključuje i praznovjerja, mnogoboštvo, svetogrđe, bezboštvo i sve prakse magije, horoskopa, gatanja i čarolije.

### Štovanje svetih slika
Katolike se često optužuje za neprimjereno štovanje svetih slika, suprotno prvoj zapovijedi: "Ne pravi sebi lika urezana (Izl 20,2)". Katolička Crkva ima stav, da se radi o nesporazumu te da se radi samo o iskazivanju poštovanja, a ne o obožavanju slika. U 8. stoljeću, vodila se žustra rasprava oko toga. U Bizantskom Carstvu postojao je pokret ikonoklazam, kojemu je bio cilj ukloniti svete slike iz bogoslužja, te zabraniti njihovo štovanje. Na Drugom nicejskom saboru 787. godine, zaključeno je da štovanje ikona i kipova ne krši zapovijedi i iznijet je stav, da "tko časti sliku, samo časti osobu prikazanu na njoj".

## Druga zapovijed
Druga zapovijed zabranjuje izgovaranje Božjeg imena uzalud. Mnoge su drevne kulture vjerovale, da su pojedina imena sveta. U Evanđelju po Ivanu, spominje se događaj, prilikom kojeg su Židovi htjeli kamenovati Isusa, jer se nazvao Sinom Božjim. Oni nisu vjerovali da je Isus Bog pa su smatrali da bogohuli. Po Mojsijevom zakonu, to se kažnjavalo smrtnom kaznom.
Sva imena kojima se naziva Bog (npr. Stvoritelj, Jahve, Krist i dr.) sveta su i time zaštićena drugom zapovijedi. Katekizam navodi, da treba iskazivati i poštovanje prema imenima ljudi, čime se zabranjuje psovanje, proklinjanje i sl.
Molitva "Oče naš", koju je molio sam Isus počinje riječima: "Oče naš, koji jesi na nebesima, sveti se ime tvoje." Prema papi Benediktu XVI., kada je Bog objavio svoje ime Mojsiju, time je uspostavljen odnos s ljudima. Benedikt XVI. navodi da je utjelovljenje Isusa bilo vrhunac procesa koji je "počeo s davanjem božanskog imena." Papa elaborira da to znači da se božansko ime može zloupotrijebiti i da je Isus u molitvu "Oče naš" stavio riječi "sveti se ime tvoje" kako bi se Božje ime zaštitilo od neprimjerenih uporaba.
Prema katoličkom nauku, ovom se zapovijedi zabranjuje psovanje, proklinjanje, krivokletstvo i lažno zaklinjanje. Pod krivokletstvom se smatra lažno obećanje pod prisegom s namjerom da se ne održi ili kršenje obećanja dato prisegom. Lažno zaklinjanje je zazivanje Boga kao svjedoka u nečemu što nije istina.

## Treća zapovijed
Citirajući židovskog rabina i znanstvenika Jacoba Neusnera, papa Benedikt XVI. objašnjava da je u Izraelu zapovijed svetkovanja dana Gospodnjeg bila puno više od rituala. To je bio način oponašanja Boga koji se odmorio u sedmi dan nakon stvaranja svijeta.
Židovi kao dan Gospodnji svetkuju subotu, što prakticira i dio protestantskih kršćana, dok većina ostalih kršćana svetkuje nedjelju kao dan Gospodnji. Ta praksa potječe iz 1. stoljeća i uvedena je umjesto subote jer je Isus uskrsnuo u nedjelju. Tako je nedjelja postala najvažniji dan u tjednu u koji se svetkuje Boga i odmara se od svakodnevnih poslova. Crkveni oci u prvim stoljećima naglašavali su važnost svetkovanja nedjelje. Kasnije su crkveni vođe službeno uključili svetkovanje nedjelje u crkveni nauk, a kršćanski vladari nastojali su to provesti u praksi na teritorijima svojih država.
Isus je naučavao da je "subota stvorena radi čovjeka, a ne čovjek radi subote (Mk 2,27)", prema čemu je dozvoljeno raditi i pomoći ljudima koji se nalaze u nevolji na dan Gospodnji uključujući poslove liječnika, vatrogasaca, policajaca i sl.
Kršćani svetkuju nedjelju sudjelovanjem na svetoj misi i suzdržavanjem od poslova, izuzev onih vezanih za obiteljske potrebe i prijeko potrebnih poslova, koji su nužni i nedjeljom.

## Četvrta zapovijed
Papa Benedikt XVI. ističe da rabin Neusner "s pravom vidi ovu zapovijed kao središte društvenog poretka". Ona jača generacijske odnose, čini eksplicitnom vezu između obitelji i društvene stabilnosti i otkriva, da je obitelj željena od Boga i zaštićena Božjom pomoći.
Prema Katekizmu, ova zapovijed nalaže da se poštuju roditelji i odgojitelji te u širem smislu crkvene i civilne vlasti. Vjernik nije dužan poslušati njihove zahtjeve ako se protive moralu i savjesti. Obitelj se smatra osnovnom jedinicom društva. Vjernička obitelj postaje "kućna Crkva" jer je zajednica vjere, nade i ljubavi. Crkva smatra da društvo ima zadaću štititi i promicati obitelj i obiteljske vrijednosti.
Dužnosti djece prema roditeljima uključuju:
- 1. Poštovanje prema roditeljima kao i poštovanje prema braći i sestrama.
- 2. Zahvalnost, što je izraženo u citatu iz Knjige Sirahove: "Svim srcem poštuj oca svoga i ne zaboravi majčinih bolova. Sjeti se da im svoj život duguješ: kako da im uzvratiš sve što učiniše za te? (Sir 7,27-28)"
- 3. Poslušnost roditeljima sve dok dijete živi kod kuće. Dijete ne mora biti poslušno, ako ga roditelji traže nešto što je moralno neprihvatljivo.
- 4. Pomoć roditeljima u starosti i bolesti.

Prema Katekizmu, dužnosti roditelja prema djeci podrazumijevaju:
- 1. Moralni i vjerski odgoj svoje djece.
- 2. Poštovanje svoje djece kao djece Božje i ljudskih osoba.
- 3. Skrb za materijalne i duhovne potrebe djece.
- 4. Izbjegavanje pritiska da dijete mora odabrati baš određeno zanimanje ili određenog bračnog partnera, što ne isključuje pravo roditelja od davanja razboritih savjeta.
- 5. Biti dobar primjer svojoj djeci. Roditelji odgajaju djecu primjerom, savjetima i poučavanjem.

Svaka osoba koja vrši Božju volju, smatra se pripadnikom Božje obitelji.
Dužnosti građana su: poslušnost prema legalno izabranoj vlasti, plaćanje poreza, glasanje na izborima, obrana svoje zemlje, društveni angažman u obrani moralnih i društvenih vrijednosti. Obveza države je gostoljubljivost prema strancima, pogotovo prema izbjeglicama i prognanicima te pomoć siromašnijim zemljama pogotovo u kriznim situacijama poput poplava, gladi i epidemija.

## Peta zapovijed
Ova zapovijed zahtijeva poštovanje ljudskog života. Isus je proširio ovu starozavjetnu zapovijed zabranivši nepravedni gnjev, mržnju i osvetu, te zahtijevajući da kršćani ljube svoje neprijatelje.
Temelj svih katoličkih učenja o petoj zapovijedi je etika svetosti života. U svijetu postoji suprotna filozofija koja tvrdi da postoje "životi nedostojni života" dok je stav Crkve da je svaki čovjek vrijedan i dostojan života. Crkva aktivno sudjeluje u javnim raspravama o pobačaju, smrtnoj kazni, eutanaziji i sličnim temama, te potiče vjernike da daju potporu zakonodavstvu i politici koje promiču svetost i nepovredivost života.
Prema crkvenom nauku, poštovanje ljudskog života zahtijeva i poštovanje vlastitog tijela, izbjegavanje nezdravog ponašanja, neumjerenosti u hrani, alkoholu, lijekovima i ilegalnim drogama. Crkva također upozorava na opasnost od pretjerane zaokupljenosti zdravljem i ljepotom, koja idealizira fizičko savršenstvo.
Zabranjene su otmice, terorizam, mučenja te sterilizacije, amputacije, sakaćenja i modifikacije tijela bez medicinskih i terapeutskih razloga.
Prema Katekizmu, društva imaju moralnu obvezu osigurati zdrave životne uvjete za sve građane.

### Pobačaj
Stav je Katoličke Crkve da ljudski život počinje začećem te ga treba poštovati i najbrižnije štititi. Papa Ivan Pavao II. u enciklici Evangelium Vitae pobačaj naziva posebno teškim i žalosnim zločinom nad životom jer se uništava ljudsko biće koje je toliko nevino da ne može biti nevinije. Tko svojevoljno i svjesno sudjeluje u pobačaju, automatski je izopćen iz Katoličke Crkve i ako želi ponovno postati član Crkve mora tražiti ponovno primanje. Premda se čini da su uvjeti za život djeteta koje se ima roditi takvi da bi za njega bilo bolje da se ne rodi, takvi razlozi ipak ne mogu opravdati slobodno uništenje nedužnog ljudskog bića. Crkva priznaje da su mnoge žene koje su pobacile pri tome imale mučne i dramatične odluke te da im rane na duši još vjerojatno nisu zarasle. Poziva ih se na nadu i otvorenost pokajanju te traženju oprosta i od djeteta koje sada živi u Gospodinu. Crkva ne osuđuje žene, nego čin pobačaja.

### Umjetna oplodnja
Crkva se protivi umjetnoj oplodnji. Razlozi protivljenja su eksperimentiranje, zamrzavanje i usmrćivanje ljudskih embrija tijekom postupka te što umjetna oplodnja uspostavlja vlast tehnike nad početkom ljudskog života, umjesto da do začeća dolazi spolnim putem u braku. U enciklici Donum Vitae papa Ivan Pavao II. ističe da ljudski embrij nastao umjetnom oplodnjom ima dostojanstvo kao i odrasla osoba jer je Božje stvorenje. Stoga zaslužuje brigu i pažnju kao i bilo koje drugo ljudsko stvorenje. Crkva se protivi zamrzavanju embrija, eksperimentiranju nad njima ili korištenju u kozmetičke svrhe. Crkva nije protiv djece rođene umjetnom oplodnjom. Zalaže se da svako dijete koje dođe na svijet tim putem bude prihvaćeno s ljubavlju. Papa napominje da sve što je tehnički moguće, nije uvijek moralno prihvatljivo.

### Eutanazija
Crkva smatra da je Bog - Stvoritelj života i Gospodar života i smrti i da eutanazija nije dopuštena jer je nasilnički čin u suprotnosti s Božjim zakonima i ozbiljno narušava svetost ljudskog života.
Sažimljući katolički nauk, papa Ivan Pavao II. u enciklici "Evangelium Vitae" potvrđuje da je "eutanazija teška povrjeda Božjega zakona, budući da je namjerno ubojstvo ljudske osobe moralno neprihvatljivo".  Eutanazija, nasilje nad životom, ponižava čovjeka u njegovom završnom stadiju života i dovodi u pitanje njegovu vječnost.

### Smrtna kazna
Stav Crkve prema smrtnoj kazni mijenjao se kroz stoljeća od odobravanja do protivljenja. Današnji Katekizam Katoličke Crkve kaže da je smrtna kazna dozvoljena samo u vrlo ekstremnim slučajevima kada je to jedini način obrane društva od vrlo opasnih ljudi. Ako postoje druga učinkovita sredstva za sprječavanje kriminala bez izvršenja smrtne kazne, što je danas gotovo uvijek slučaj, onda treba izbjegnuti smrtnu kaznu." Papa Ivan Pavao II. raspravljao je o smrtnoj kazni u enciklici "Evangelium Vitae". Ne preporučuje se ubijanje krivca osim u slučaju aspolutne nužnosti kada je ugrožena zaštita društva, što je vrlo rijedak slučaj ili gotovo nepostojeći.

### Skrb prema pokojnima
S tijelima pokojnika treba postupati s poštovanjem i dostojanstveno. Pokop pokojnih je jedno od kršćanskih djela milosrđa. Kremiranje (spaljivanje pokojnih) dozvoljeno je, pod uvjetom da se ne dovodi u pitanje vjera u uskrsnuće tijela, zbog čega je prije kremiranje bilo sporno.
Raspršenje kremiranih ostataka pokojnika u neoznačenu grobnicu ili prirodu zabranjeno je u Katoličkoj Crkvi. Doniranje organa i obdukcija za pravne i znanstvene svrhe dopušteno je.

### Sablazan
Katekizam smješta sablazan pod petu zapovijed i definira ga kao "stav ili ponašanje koje navodi druge da čine zlo". U Evanđelju po Mateju Isus je izjavio: "Onomu, naprotiv, tko bi sablaznio jednoga od ovih najmanjih što vjeruju u mene bilo bi bolje da mu se o vrat objesi mlinski kamen pa da potone u dubinu morsku. (Mt 18,6)" Crkva smatra teškim prijestupom ako se ljude navodi na zlo, pogotovo ako se to radi mladim ljudima, a počinitelj je osoba od autoriteta poput roditelja, učitelja ili svećenika.

## Šesta zapovijed
Prema Crkvi, ljudi su seksualna bića čiji seksualni identitet nadilazi tijelo, um i dušu. Bog je zamislio dva ljudska spola; oba imaju jednako dostojanstvo i stvoreni su na sliku Božju te su međusobno komplementarni, pozvani na ljubav i zajedništvo.
U svojoj knjizi "Prijeći prag nade" iz 1995. godine, papa Ivan Pavao II. osvrće se na temu ljubavi i seksualnosti: "Nakon svega, mladi ljudi uvijek su u potrazi za ljepotom u ljubavi. Oni žele da njihova ljubav bude lijepa. I onda kada se prepuste svojim slabostima i ponašaju se skandalozno, u dubini svojih srca i dalje žele lijepe i čiste ljubavi. To vrijedi i za mladiće i za djevojke. U konačnici, oni znaju da im samo Bog može dati istinsku ljubav. Kao rezultat toga, spremni su slijediti Krista, bez brige na napore koje će pri tome iskusiti."
U religijama kao što su kršćanstvo, judaizam i islam i dr., spolni odnosi izvan braka smatraju se teškim grijesima. U Katoličkoj Crkvi u takvim situacijama nije dozvoljeno primati svetu pričest dok se osoba ne ispovijedi. Što se tiče homoseksualnosti, Katolička Crkva spolnu privlačnost između pripadnika istog spola ne smatra grešnom, ali se protivi spolnim odnosima jer nisu prokreativni.
Sveti Pavao u svojim je poslanicama više puta raspravljao o pitanjima šeste zapovijedi: "Doista, ovo je volja Božja: vaše posvećenje - da se uzdržavate od bludnosti, da svatko od vas zna svoje tijelo posjedovati u svetosti i poštovanju, a ne u pohotnoj strasti kao pogani koji ne poznaju Boga (1 Sol 4,3-5)" te "A bludnost i svaka nečistoća ili pohlepa neka se i ne spominje među vama, kako dolikuje svetima! Ni prostota, ni ludorija, ni dvosmislica, što se ne priliči, nego radije zahvaljivanje! Jer dobro znajte ovo: nijedan bludnik, ili bestidnik, ili pohlepnik - taj idolopoklonik - nema baštine u kraljevstvu Kristovu i Božjemu (Ef 5,3-5)."

### Čistoća
Crkveni nauk o šestoj zapovijedi uključuje i raspravu o čistoći (čednosti, seksualnoj čestitosti). Katekizam opisuje čistoću kao moralnu vrlinu, dar Božji, milost, plod duhovnog nastojanja. Prema Katekizmu, spolnost je istinski ljudska kada je na pravi način integrirana u odnos osobe s osobom. Čistoća se odnosi na prepoznavanje i poštovanje činjenice da je Bog spolnost stvorio da govori jezikom trajne, odane bračne ljubavi. Krjepost čistoće zahtijeva postizanje gospodstva i kontrole nad sobom kao izraza ljudske slobode kojoj je cilj sebedarje. Dok je apstinencija odsustvo seksa, čistoća ne znači izočnost nečega, nego nazočnost nečega: prisutnost ljubavi i krjeposti. Papa Ivan Pavao II. izjavio je da se čistoća jedino može zamisliti u zajedništvu s krjeposti ljubavi.
Katekizam kategorizira kršenje šeste zapovijedi u dvije kategorije: "grijesi protiv čistoće" i "grijesi protiv dostojanstva braka".
Katekizam navodi sljedeće grijehe protiv čistoće:
- 1. Požuda (seksualna žudnja): Crkva uči da je seksualno zadovoljstvo dobro i stvoreno od Boga te namijenjeno supružnicima. Požuda je loša jedino ako je izvan svoje namjene i ako potiče na grijeh.
- 2. Samozadovoljavanje ili masturbacija: smatra se povredom spolnosti jer Crkva vidi spolnost kao komunikaciju punu ljubavi između dvoje ljudi dok je masturbacija osamljena radnja koja ne pomaže da osoba živi čistoću ili bude puna ljubavi prema drugima.
- 3. Bludnost ili blud: spolni je odnos neoženjenog muškarca i neudate žene. Crkva taj čin vidi u suprotnosti s dostojanstvom osobe i ljudske seksualnosti jer nije u svrhu dobrobiti bračnih supružnika i društva. Bludnost se protivi dostojanstvu ljubavi koja postiže svoju puninu i otkriva svoj smisao samo u neopozivom odnosu ustanovljenom ženidbom u kojoj si dvoje pripadaju posve i za cijeli život jer intimno spolno ujedinjenje objavljuje svoju ljepotu i očituje svoju sreću samo u kontekstu potpunog životnog zajedništva kao izraz vjerne ljubavi.[24]
- 4. Pornografija: smatra se perverzijom spolnog čina koji je namijenjen za distribuciju trećim osobama. Pornografija dovodi do sebičnosti i nerealnih očekivanja u vezi bračne spolnosti. Može usmjeriti previše pažnje samo na tjelesni aspekt spolnosti i zaslijepiti u prepoznavanju duhovne ljepote spolnosti.
- 5. Prostitucija: smatra se grešnom i za prostitutke i za klijente; krši ljudsko dostojanstvo i šteti društvu. Težina grešnosti manja je za prostitutke, koje su prisiljene na taj čin bijedom, ucjenama i društvenim pritiskom.
- 6. Silovanje: teško je kazneno djelo koje može uzrokovati teške posljedice po život i zdravlje žrtve silovanja.
- 7. Incest je silovanje djece od strane roditelja, odrasle rodbine, skrbnika i odgojitelja smatra se teškim grijehom.

### Bračna ljubav
Prema crkvenom nauku, bračna ljubav ima dvostruko značenje: sjedinjujuće (spolni odnos kao uzajamno darivanje, povezivanje i usrećivanje supružnika) i prokreativno (otvorenost prenošenju života i rađanju djece). Spolnim odnosom supružnici se tjelesno i duhovno povezuju tako da dvoje postaje jedno. Spolnim sjedinjavanjem brak postaje stvarnim i osjetilnim.
Predavanjem tijela supružnici predaju same sebe i svoje živote jedno drugome. Spolnost govori jezikom predanja samoga sebe drugoj osobi. Crkva nije imala službeni stav o požudi do 1546. godine kada je na Tridentskom saboru izglasano da seksualno zadovoljstvo i požuda nisu grijeh makar mogu navesti na grijeh.

### Kontracepcija
Crkva se službeno protivi umjetnim sredstvima kontracepcije dok dopušta prirodne metode kontracepcije. Papa Pio XI. u enciklici Casti Connubii iz 1930. godine naglašava: "Svaka upotreba ženidbe gdje po čovjekovom nastojanju biva bračni čin lišen svoje prirodne sposobnosi da proizvede život, krši Božji zakon i oni koji takvo što čine kaljaju se ljagom teškoga grijeha". Papinska komisija za maloljetnike objavila je stav o kontinuiranom protivljenju Katoličke Crkve protiv kontracepcije: "Ne može se pronaći u nijednom razdoblju povijesti, nijedan crkveni dokument, nijedna teološka škola, gotovo nijedan katolički teolog koji bi nijekali da je kontracepcija oduvijek smatrana ozbiljnim zlom. Učenje Crkve o kontracepciji nije se mijenjalo. Do 20. stoljeća sve kršćanske Crkve imale su istovjetni stav bilo da se radilo o pravoslavnima, anglikancima ili protestantima. Pravoslavni i danas imaju uobičajen stav o kontracepciji."
U govoru 17. srpnja 1994. godine papa Ivan Pavao II. rekao je da u nastanku života supružnici ostvaruju jednu od najvažnijih dimenzija svoga poziva: postaju Božji suradnici. U odluci imati ili nemati dijete ne smije predvladati sebičnost i nemar već pažljiva velikodušnost koja važe mogućnosti i okolnosti i posebno daje prioritet dobrobiti nerođenog djeteta. I kada nije vrijeme za začeće, treba poštovati bračni čin kao prokreativan (otvoren rađanju) i onaj koji sjedinjuje partnere. Dopuštene su prirodne metode planiranja obitelji koje poštuju prirodne biološke cikluse dok kontracepcija nije dopuštena.

### Djela protiv dostojanstva braka
Prema Crkvi, preljub i razvod braka smatraju se djelima protiv dostojanstva braka i definirane su kako slijedi:
- 1. Preljub je spolni odnos muškarca i žene kada je jedno od njih ili oboje u braku s nekim drugim. Crkva to smatra veći grijehom od spolnih odnosa nevjenčanih jer preljubnik čini grijeh i prema svome bračnom partneru i djeci ako ih ima.
- 2. Razvod je prekid braka. Crkva se protivi razvodu jer gleda na brak kao neraskidivu vezu između supružnika sve dok su oboje živi. Ako se razvedena osoba ponovno oženi ili uda, smatra se da je u stanju javnog i trajnog preljuba.[2]

Prema Crkvi, postoje situacije s izuzecima. Odvajanje supružnika dozvoljeno je u ekstremnim situacijama kao što su nasilje u obitelji. Civilni razvod smatra se prihvatljivim ako su ugrožena djeca i temeljna ljudska prava. Službeno crkveno poništenje braka ne smatra se razvodom jer takav brak nije ni bio valjan.

## Sedma zapovijed
Prema Katekizmu, ovom se zapovijedi regulira opća namjena i raspodjela materijalnih dobara te privatno vlasništvo i poštovanje tuđe imovine. Na ovoj zapovijedi, Crkva temelji i svoj socijalni nauk koji podrazumijeva ispravno djelovanje u gospodarstvu, društvu, politici i međunarodnoj suradnji. Materijalna dobra treba koristiti odgovorno imajući na umu i potrebe drugih ljudi, pogotovo siromašnih. Prilikom stjecanja dobara nije dozvoljeno zagađivati okoliš i zlostavljati životinje. Ovom zapovijedi zabranjuje se krađa, varanje u porezima i trgovini, korupcija, privatno korištenje državne imovine, lihvarenje, rasipništvo i krivotvorenje čekova i računa.

### Privatno vlasništvo
Prema Crkvi, ljudi imaju pravo na privatno vlasništvo. Svrha je privatnog vlasništva jamčiti slobodu i dostojanstvo pojedinca kako bi zadovoljio svoje osnovne potrebe i potrebe onih koje uzdržava. Sedma zapovijed propisuje poštovanje privatnog vlastništva, ispravljanje počinjene nepravde i povrat ukradene privatne i javne imovine. Crkva se protivi ropstvu i osuđuje ga kao povredu ljudskih prava.

### Socijalna pravda
Socijalni nauk Crkve predstavljen je u papinskoj enciklici "Rerum novarum" u kojoj se raspravlja o odnosima između rada i kapitala kao i vlade i građana. Od primarne je brige pomoć potlačenoj radničkoj klasi. Enciklika podržava pravo osnivanja sindikata, odbacuje komunizam i nekontrolirani kapitalizam te potvrđuje pravo na privatno vlasništvo.
Crkva tumačenjem sedme zapovijedi poručuje gospodarstvenicima da uravnoteže želju za profitom s dobrobiti radnika. Vlasnici tvrtki moraju svojim radnicima dati razumnu plaću, poštovati ugovore i sudržati se od nepoštenih aktivnosti poput korupcije.
Radnici trebaju savjesno obavljati svoj posao i ne smiju koristiti imovinu poduzeća u osobne svrhe. Bogate države i bogatiji pojedinci imaju moralnu obvezu pomoći siromašnijim državama i pojedincima te raditi na reformi financijskih institucija i ekonomskih čimbenika na korist svih.

## Osma zapovijed
Ovom zapovijedi poziva se na iskrenost i istinoljubljivost u ponašanju i govoru. Dopušta se diskrecija i čuvanje privatnog života, poštovanje povjerljivih iskaza, državnih i strukovnih tajni.
Osma zapovijed zabranjuje: laganje, lažno svjedočenje, krivokletstvo, neosnovan sud, narušavanje ugleda, ogovaranje, laskanje, ulizivanje i podilaženje posebno ako su s ciljem postizanja nedopuštene koristi.
Crkva traži da se popravi nanesena šteta i vrati dobar ugled lažno optuženih. Svećenicima nije dopušteno govoriti o onome što su čuli za vrijeme ispovijedi. Zabranjeno je i svako snimanje ili neko drugačije prenošenje sadržaja ispovijedi.
Od vjernika se traži da svjedoče evanđeoske istine u privatnom i javnom životu bez obzira na poteškoće koje se pri tome javljaju.

## Deveta zapovijed
Deveta i deseta zapovijed bave se žudnjama i željama koje vode do grijeha. Seksualnom žudnjom bavi se deveta zapovijed, a pohlepom za tuđim materijalnim dobrima bavi se deseta zapovijed.
Isus je istaknuo potrebu za čistim srcem: "Blago čistima srcem: oni će Boga gledati! (Mt 5,8)" te je izrekao i upozorenje: "Tko god s požudom pogleda ženu, već je s njome učinio preljub u srcu (Mt 5,28)" Katekizam navodi da muškarci i žene trebaju nadvladati požudu i tjelesne želje usmjerene prema grešnim odnosima s tuđim supružnikom. Čistoća srca postiže se Božjom milošću, čistim mislima, umjerenošću, samokontrolom te molitvom. Stidljivost poštuje intimnost, ravna gestama koje poštuju dostojanstvo osobe.

## Deseta zapovijed
Ova zapovijed zahtijeva nutarnji stav poštovanja tuđeg vlasništva, a zabranjuje pohlepu i gramzljivost kao i zavist prema tuđem bogatstvu (tuga zbog tuđeg blagostanja). Pohlepa se smatra prvim korakom prema krađi, pljački i prijevari što može dovesti do nasilja i nepravde.
Sveti Toma Akvinski napisao je da se zla požuda može prevladati snažnim dobrim željama. Američki biskupi upućuju na to da se to može postići kroz dobru volju, poniznost i zahvalnost za vlastito i tuđe blagostanje, uzdajući se u Božju milost.
Isus je rekao: "Ta što koristi čovjeku steći sav svijet, a životu svojemu nauditi? (Mk 8,36)" Isus poziva i na siromaštvo srca što znači da se Isusa stavi iznad svega i svih i oslobodi se od pretjerane brige za sutra, uzdajući se u Božju pomoć i providnost.

## Unutarnje poveznice
- Deset Božjih zapovijedi
- Katekizam

## Vanjske poveznice
- Poglavlje o Božjim zapovijedima u Katekizmu Katoličke Crkve
- Katekizam Katoličke Crkve i Kompendij na internetu na različitim jezicima  Arhivirana inačica izvorne stranice od 12. veljače 2011. (Wayback Machine)